# AS Saint-Seurin
AS Saint-Seurin is een Franse voetbalclub uit Libourne in het departement Gironde.

## Geschiedenis
AS Saint-Seurin-sur-L'Isle werd opgericht in 1927 en speelde ook lange tijd op regionaal niveau. In de jaren zestig en zeventig speelde de club enkele seizoenen in de derde klasse. Midden jaren tachtig begon de club met zijn opmars en promoveerde drie keer op zes jaar tijd. Van 1989 tot 1992 speelde de club in de Division 2 en werd respectievelijk twaalfde, achtste en zestiende. Door financiële problemen belandde de club het seizoen erop in de DH Aquitaine. In 1998 fuseerde de club met AS Libourne tot FC Libourne-Saint-Seurin. In 2009 werd de fusie ongedaan gemaakt.

## Bekende (ex-)spelers
- Lilian Laslandes
- Xavier Gravelaine